# Saison 7 de Black-ish
 (mars 2021).
Si vous disposez d'ouvrages ou d'articles de référence ou si vous connaissez des sites web de qualité traitant du thème abordé ici, merci de compléter l'article en donnant les références utiles à sa vérifiabilité et en les liant à la section « Notes et références ».
Chronologie
Saison 6 Saison 8
Cet article présente le guide des épisodes de la septième saison de la série télévisée américaine Black-ish.

## Distribution de la saison

### Acteurs principaux
- Anthony Anderson : Andre « Dre » Johnson Sr.
- Tracee Ellis Ross : Dr Rainbow « Bow » Johnson
- Laurence Fishburne : Earl « Pops » Johnson
- Marcus Scribner : Andre Johnson Jr.
- Miles Brown : Jack Johnson
- Marsai Martin : Diane Johnson
- Jenifer Lewis : Ruby Johnson
- Deon Cole : Charlie Telphy
- Peter Mackenzie (en) : Leslie Stevens
- Jeff Meacham : Josh

### Acteurs récurrents
- Yara Shahidi : Zoey Johnson

## Épisodes

### Épisode 1:Les élections, première partie
- États-Unis /  Canada : 4 octobre 2020 sur ABC / Citytv
- France : 21 mai 2021 sur Disney+
- Belgique : 18 août 2021 sur Disney+

### Épisode 2:Les élections, deuxième partie
- États-Unis /  Canada : 4 octobre 2020 sur ABC / Citytv
- France : 28 mai 2021 sur Disney+
- Belgique : 25 août 2021 sur Disney+

### Épisode 3:La Pizza du Héros
- États-Unis /  Canada : 21 octobre 2020 sur ABC / Citytv
- France : 4 juin 2021 sur Disney+
- Belgique : 1er septembre 2021 sur Disney+

### Épisode 4:Dre en confinement
- États-Unis /  Canada : 28 octobre 2020 sur ABC / Citytv
- France : 11 juin 2021 sur Disney+
- Belgique : 8 septembre 2021 sur Disney+

### Épisode 5:Conflit de générations
- États-Unis /  Canada : 4 novembre 2020 sur ABC / Citytv
- France : 18 juin 2021 sur Disney+
- Belgique : 15 septembre 2021 sur Disney+

### Épisode 6:Noces de Ruby
- États-Unis /  Canada : 18 novembre 2020 sur ABC / Citytv
- France : 25 juin 2021 sur Disney+
- Belgique : 22 septembre 2021 sur Disney+

### Épisode 7:Une fille au pays des garçons
- États-Unis /  Canada : 25 novembre 2020 sur ABC / Citytv
- France : 2 juillet 2021 sur Disney+
- Belgique : 29 septembre 2021 sur Disney+

### Épisode 8:Noêl à Compton
- États-Unis /  Canada : 2 décembre 2020 sur ABC / Citytv
- France : 9 juillet 2021 sur Disney+
- Belgique : 6 octobre 2021 sur Disney+

### Épisode 9:Black-out
- États-Unis /  Canada : 26 novembre 2019 sur ABC / Citytv
- France : 16 juillet 2021 sur Disney+
- Belgique : 13 octobre 2021 sur Disney+

### Épisode 10:Mon cousin Gary
- États-Unis /  Canada : 2 février 2021 sur ABC / Citytv
- France : 23 juillet 2021 sur Disney+
- Belgique : 20 octobre 2021 sur Disney+

### Épisode 11:Les bons conseils de Rainbow
- États-Unis /  Canada : 9 février 2021 sur ABC / Citytv
- France : 30 juillet 2021 sur Disney+
- Belgique : 27 octobre 2021 sur Disney+

### Épisode 12:Délits et conséquences
- États-Unis /  Canada : 16 février 2021 sur ABC / Citytv
- France : 6 août 2021 sur Disney+

### Épisode 13:Couper le cordon
- États-Unis /  Canada : 23 février 2021 sur ABC / Citytv
- France : 13 août 2021 sur Disney+

### Épisode 14:Rien ne va plus
- États-Unis /  Canada : 2 mars 2021 sur ABC / Citytv
- France : 20 août 2021 sur Disney+
- Belgique : 3 novembre 2021 sur Disney+

### Épisode 15:Le véganisme selon Jack
- États-Unis /  Canada : 23 mars 2021 sur ABC / Citytv
- France : 27 août 2021 sur Disney+

### Épisode 16:La compétition'
- États-Unis /  Canada : 30 mars 2021 sur ABC / Citytv
- France : 3 septembre 2021 sur Disney+

### Épisode 17:L'oiseau quitte le nid
- États-Unis /  Canada : 6 avril 2021 sur ABC / Citytv
- France : 10 septembre 2021 sur Disney+

### Épisode 18:Dîner chez Junior
- États-Unis /  Canada : 20 avril 2021 sur ABC / Citytv
- France : 17 septembre 2021 sur Disney+

### Épisode 19:Missions & Ambitions
- États-Unis /  Canada : 27 avril 2021 sur ABC / Citytv
- France : 24 septembre 2021 sur Disney+

### Épisode 20:Pas de secrets entre nous
- États-Unis /  Canada : 11 mai 2021 sur ABC / Citytv
- France : 1er octobre 2021 sur Disney+

### Épisode 21:Légendes urbaines
- États-Unis /  Canada : 18 mai 2021 sur ABC / Citytv
- France : 8 octobre 2021 sur Disney+